# Mary Frances Lyon
Mary Frances Lyon (Norfolk, Anglaterra,15 de maig de 1925 – Drayton, Anglaterra, 25 de desembre de 2014) va ser una genetista anglesa coneguda pel seu descobriment de la inactivació del cromosoma X, un fenomen biològic important. Mary Lyon és considerada una figura molt rellevant de la genètica de la segona meitat del segle xx.

## Primers anys i formació
Mary Lyon va néixer com la més gran de tres fills d'un funcionari i una mestra d'escola. Va ser educada en una escola primària a Birmingham. Durant aquest temps, va dir, es va interessar per la ciència gràcies a una bona mestra i als llibres de natura que va guanyar en un concurs d'assaig.
Durant la Segona Guerra Mundial el 1943, va començar els estudis al Girton College de Cambridge, a la Universitat de Cambridge, on va cursar zoologia, fisiologia, química orgànica i bioquímica, amb zoologia com a assignatura principal. En aquest moment, només 500 noies estudiants (menys del 10%) tenien permís per estudiar a la universitat, en contrast amb més de 5.000 homes. A més, tot i fer el mateix treball que els estudiants masculins, les estudiants només rebien «titulacions de grau» simbòliques, en lloc de títols complets de Cambridge, que els convertirien en membres de la universitat. Durant els estudis a Cambridge, es va interessar per l'embriologia. Va continuar fent el doctorat amb Ronald Fisher, que era professor de genètica a Cambridge, on va caracteritzar una soca de ratolins mutants amb una mutació «pàl·lida» i en va publicar la investigació. Durant el curs del seu doctorat es va traslladar a la Universitat d'Edimburg, on va completar els estudis sota la direcció de Douglas Falconer.

## Recerca i carrera
Després del doctorat (premiat el 1950), Lyon es va unir al grup de Conrad Hal Waddington, amb qui havia treballat en l'última part del doctorat. El grup va ser finançat pel Medical Research Council i va treballar amb TC Carter per investigar la mutagènesi i els riscos genètics de la radiació. A més dels ratolins amb mutació «pàl·lida», va estudiar mutacions com ara l'atàxia (una mutació nerviosa que causava dificultats per caminar als ratolins) i twirler (una mutació que va induir problemes a l'oïda interna, fent que els ratolins sacsegessin el cap i caminessin en cercles per falta d'equilibri).
El 1955, el seu grup es va traslladar a la unitat de radiobiologia MRC a Harwell, on hi havia espai per a més instal·lacions de ratolins. Allà va continuar investigant les mutacions del ratolí. També va examinar un mutant «clapejat», amb una mutació que tenia un efecte diferent en els ratolins mascles i femelles: els embrions mascles de vegades morien o s'afeblien, però les femelles vivien i eren variades. Mitjançant la reproducció calculada i deliberada de mutants, va investigar la transició de la mutació i va concloure que estava situada al cromosoma X. Això, juntament amb les noves troballes en aquell moment sobre el cromosoma X, la van portar a fer hipòtesis sobre el silenciament o inactivació del cromosoma X.
Lyon va publicar molts articles sobre radiacions i mutagènesi química i sobre estudis de gens mutants. També va fer un treball extens sobre el complex t del ratolí.
Va ser cap de la Secció de Genètica de la Unitat de Radiologia MRC a Harwell de 1962 a 1987. Tot i que es va retirar de la recerca el 1990, segons una entrevista del 2010, encara estava activa al laboratori unes quantes vegades a la setmana.

### Inactivació del cromosoma X

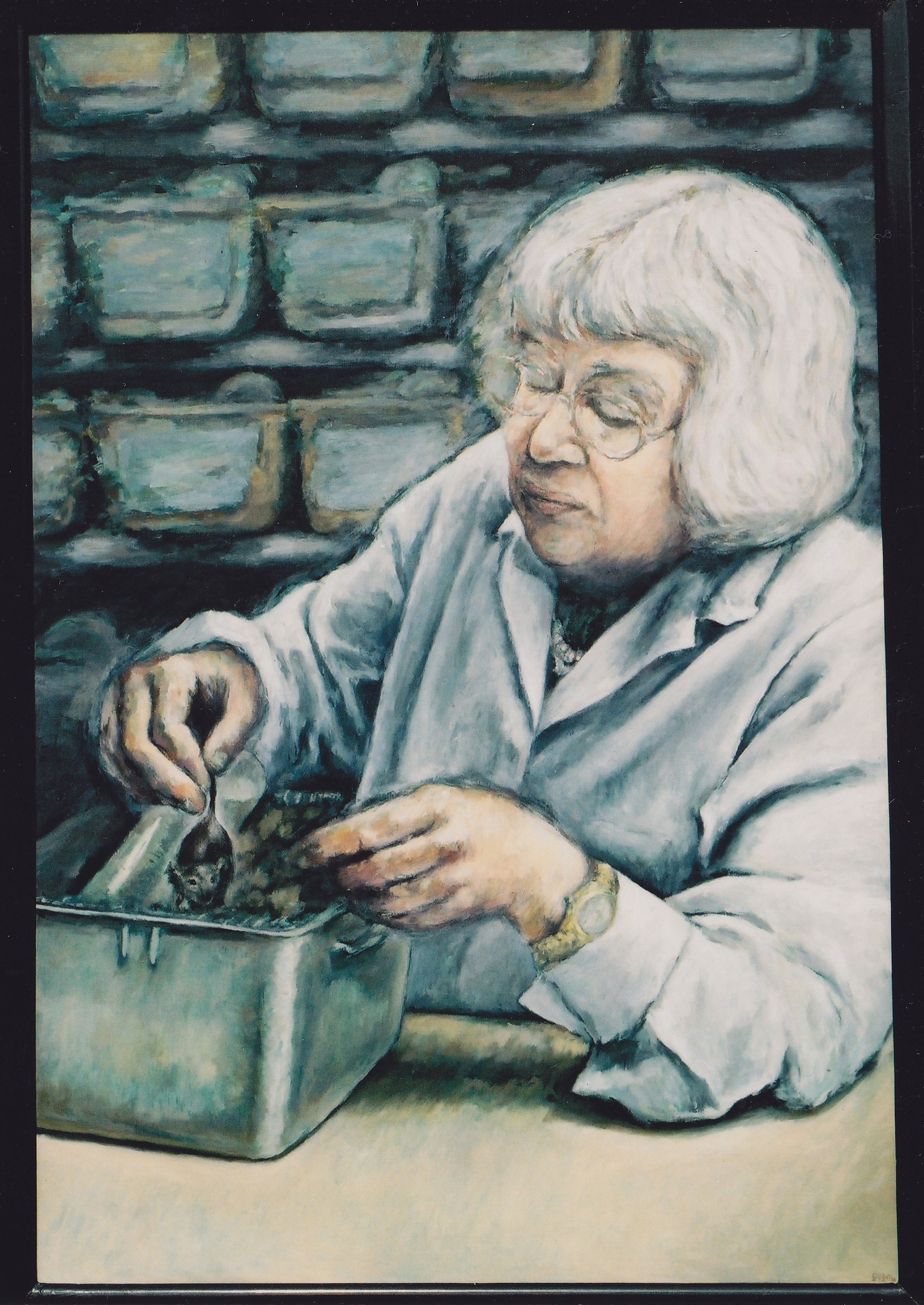
Retrat de la doctora Mary Lyon l'any 2004 al laboratori, fet per la doctora Lizzie Burns

Va ser mentre treballava sobre els perills de la radiació l'any 1961 que va descobrir la inactivació del cromosoma X, per la qual és més coneguda; el fenomen de vegades es coneix en honor seu com a lyonització. La seva investigació posterior va ajudar a dilucidar els mecanismes de control genètic del cromosoma X i va ajudar a explicar per què les dones «portadores» de trastorns genètics vinculats a X poden mostrar símptomes lleus.
Entre 1956 i 1970 va editar Mouse Newsletter (després rebatejada Mouse Genome), un butlletí internacional d'informació genètica del ratolí. Conscient de la importància de l'estandardització de la nomenclatura, va treballar decididament en aquest àmbit i als anys 70 va ser nomenada presidenta del Comitè de Nomenclatura.

### Premis i honors
Lyon va ser escollida membre de la Royal Society el 1973, Associada Estrangera de l'Acadèmia Nacional de Ciències dels EUA i membre honorari estranger de l'Acadèmia Americana de les Arts i les Ciències. El 1994 va guanyar el Premi Mauro Baschirotto de Genètica Humana, i el 1997 el Premi Wolf de Medicina, per la seva hipòtesi sobre la inactivació aleatòria dels cromosomes X en mamífers. El 1997 també va rebre el Premi Amory, pels descobriments genètics relacionats amb els cromosomes sexuals dels mamífers. El 2004 va ser guardonada amb el Premi March of Dimes en Biologia del Desenvolupament. L'any 2006 va rebre el premi Pearl Meister Greengard atorgat per la Universitat Rockefeller.
Des del 2015, la Societat de Genètica ha atorgat la Medalla Mary Lyon en honor seu.
Altres premis i honors inclouen:
- El 1973 Mary Lyon va ser escollida membre de la Royal Society.[3]
- El 1979 es va convertir en associada estrangera de l'Acadèmia Nacional de Ciències dels EUA.
- El 1984 va guanyar la Royal Medal of the Royal Society.
- El 1994 va guanyar el Premi Mauro Baschirotto de Genètica Humana.
- El 1997 va ser guardonada amb el Premi Wolf de Medicina.
- El 1997 també va rebre el Premi Amory.
- L'any 2003 Mary va rebre la Medalla Mendel per part de The Genetics Society.
- El 2004 va ser guardonada amb el Premi March of Dimes en Biologia del Desenvolupament.
- L'any 2006 va rebre el premi Pearl Meister Greengard.
- El 2006 va ser guardonada amb el Premi Rosenstiel, juntament amb Davor Solter i Azim Surani.
- Al 2015 li fou atorgat el doctorat honoris causa pòstum per la Universitat Rockefeller.

La seva nominació a la Royal Society diu:
| « | Distingida per moltes contribucions importants a la genètica dels mamífers, sobretot en els efectes mutagènics de la irradiació mesurats en ratolins, i en la construcció de la hipòtesi que un cromosoma X dels dos que té la femella està inactivat en una fase inicial de l'embriogènesi. La hipòtesi, que ara s'accepta gairebé universalment com a provada, va oferir una solució al problema de llarga data de la compensació de dosi X en la femella de mamífers, ha llançat molta llum sobre la naturalesa de la aneuploïdia del cromosoma sexual, ha influït en les idees sobre l'origen de certs tumors i de la leucèmia mieloide crònica en l'home, i ha proporcionat material per a la reflexió sobre el mecanisme fonamental de desactivació dels gens. La lyonització, com alguns van anomenar ràpidament el fenomen, potser ha obert més línies d'investigació i ha estimulat més recerca que qualsevol altre concepte biològic recent. | » |

## Llegat
L'any 2004 es va crear el Mary Lyon Center a MRC Harwell, un centre per a la investigació sobre genètica de ratolins a la Unitat de Genètica de Mamífers del Regne Unit.
El 2018, la International Mammilian Genome Society va establir el Premi Mary Lyon en reconeixement del seu paper com a mentora i la seva notable carrera, que va començar en un període en què molt poques dones es feien científiques. El premi es lliura anualment a dones investigadores independents de fase inicial i mitjana.